# 嘻哈奇俠
《嘻哈奇俠》（英語：Pootie Tang）是一部2001年美國黑人剝削喜劇片，由路易·C·K執導，改編自首次於《克里斯洛克秀》中的喜劇小品情節。劇情講述菩提·譚（Pootie Tang）從小就被診斷出自己將會「很酷」，因此菩提·譚任何女人都無法抗拒他；此外，菩提·譚還擁有一條已去世的父親所繼承的魔法皮帶，使得沒有壞人能夠打倒菩提·譚。但未料，長大後遭陷害簽下代言黑心食品的合約，而使自己一度不再是大眾的英雄。電影由蘭斯·克勞瑟主演，洛克所飾演的角色菩提·譚常以類似皮欽語的語言來說話，會使觀眾感到不知所云，但片中的角色卻對此無視。
派拉蒙影業定檔本片2001年6月29日美國上映。

## 劇情
生於印第安纳州加里的菩提·譚從小就被診斷出「很酷」的特質，令所有女人無法抗拒。母親媽咪·譚去世後，父親爹地·譚在鋼廠輪班期間被一隻大猩猩咬傷而死；爹地·譚去世之前讓兒子繼承了自己的魔法皮帶，這條皮帶能「鞭打任何人的屁股」且只有受認可的人才能使用。
成年後的菩提·譚因各種原因而聲名鵲起並廣為人知。他在夜總會唱歌；擔任兒童公共服務公告代言人；製作熱門歌曲；還常用皮帶的力量教訓壞人。萊克特企業（LecterCorp）得知菩提·譚對公眾的影響力，以及他對公司的威脅，因此在賣毒的心腹髒迪被菩提·譚送入獄後，老闆迪克·萊克特派出得力助手萬人騎引誘與自家公司簽署一項協議，讓對方擔任代言人，讓萊克特企業能繼續用黑心食品迫害美國兒童並賺大錢。
中計的菩提·譚形象分崩離析，流行文化偶像的地位跌落谷底，同時失去了皮帶。菩提·譚踏上「找到自我」的旅程，受朋友短腿波的鼓勵，他承諾等待重回她和社會大眾身邊。菩提·譚搬到一座農場，被當地治安官的女兒迷戀。在種植的玉米死後，菩提·譚看見自己的父母顯靈，爹地·譚告訴兒子其實皮帶根本沒有什麼特別之處；相反，菩提·譚必須用來自內心的善良抗爭邪惡。菩提·譚從髒迪手上拿回皮帶並再次擊敗了對方，並搬回城市並再次打擊犯罪。
迪克·萊克特開了名為「菩提的壞時光漢堡」（Pootie's Bad Time Burgers）的連鎖餐廳之際，菩提·譚歸來並與萊克特對質，卻發現對方已經聚集了數十名「假菩提」在全國為萊克特企業效命。菩提·譚在短腿波的幫助下擊敗了這些冒牌貨和萊克特本人。最後，菩提·譚再次成為了大眾英雄，短腿波終於得以與菩提·譚結婚。與此同時，萊克特離開了公司，成為了一名演員；萬人騎成為了幫助處於危險中的年輕妓女顧問，而髒迪依舊骯髒。

## 演員
- 蘭斯·克勞瑟飾演菩提·譚（Pootie Tang）
- J·B·史慕福飾演宙奇（Trucky）
- 珍妮佛·庫里姬飾演萬人騎（Ireenie）
- 旺達·塞克絲飾演短腿波（Biggie Shorty）
- 勞勃·范恩飾演迪克·萊克特（Dick Lecter）
- 克里斯·洛克飾演JB／電台DJ／爹地·譚（Daddy Tang）
- 瑞吉·E·凱西（英语：Reg E. Cathey）飾演髒迪（Dirty Dee）
- J·D·威廉姆斯飾演大青蛙（Froggy）
- 蜜西·艾莉特飾演迪瓦（Diva）
- 大卫·克罗斯飾演丹尼斯（Dennis）
- 安迪·里希特飾演唱片主管
- 姬絲汀·貝兒飾演唱片主管的女兒
- 喬·葛拉瑟（英语：Jon Glaser）飾演錄音工程師
- 凱莎·夏普（英语：Keesha Sharp）飾演派對女郎
- 鮑伯·柯斯塔斯飾演他自己

## 評價
爛番茄新鮮度29%，基於42條評論，平均分為3.8/10，而在Metacritic上得到31分，IMDB上得5.2分，收穫普遍差評。

## 外部連結
- 互联网电影数据库（IMDb）上《嘻哈奇俠》的资料（英文）
- Box Office Mojo上《嘻哈奇俠》的資料（英文）
- 爛番茄上《嘻哈奇俠》的資料（英文）
- Metacritic上《嘻哈奇俠》的資料（英文）